# Johannes Schiess (Politiker, 1730)
Johannes Schiess (* 16. Dezember 1730 in Herisau; † 22. April 1804 in Herisau; heimatberechtigt in Herisau) war ein Schweizer Textilunternehmer, Gemeindepräsident und Mitglied des Kleinen Rats aus dem Kanton Appenzell Ausserrhoden.

## Leben
Johannes Schiess war ein Sohn von Johannes Schiess, Besitzer der Papiermühle in der Tiefe in Herisau, und Elisabeth Nänni. Im Jahr 1753 heiratete er Helena Regina Wettler, Tochter von Hans Jakob Wettler von Rheineck. Schiess übernahm die vom Grossvater erbaute Papiermühle und erweiterte sie um eine grosse Bleiche. Er war von 1764 bis 1781 Ratsherr und ab 1781 bis 1796 Gemeindehauptmann von Herisau. Im Jahr 1776 amtierte er als Ausserrhoder Landesrittmeister, von 1787 bis 1791 als Landmajor und von 1796 bis 1798 als Landesfähnrich.